# Maar
Maar (od latinskog „mare“, „more) obično kružno ili ovalno oblikovana je vrsta je vulkanskog kratera koji nastaje tijekom eksplozivnih erupcija, kao posljedica plinova iz magme ili dodira pare podzemih voda s magmom. Unutar maara može se razviti vulkansko jezero.

## Vanjske poveznice
- Maar World Map  Arhivirana inačica izvorne stranice od 19. rujna 2011. (Wayback Machine)
- Muzej "Maarmuseum Manderscheid", Vulkaneifel